# Functieprofiel
Een functieprofiel is een eenduidige beschrijving van het takenpakket van een medewerker of een groep medewerkers. Het geeft ook aan waar de verantwoordelijkheden en bevoegdheden van iemand liggen. 
Een verkorte versie van het functieprofiel wordt gebruikt voor de vacaturetekst, terwijl de uitgebreide versie op te vragen is door sollicitanten. Daarnaast kan de uitgebreide functieomschrijving gebruikt worden tijdens sollicitatiegesprekken. 
De directe leidinggevende schrijft meestal het profiel. 

## Inhoud
In een functieprofiel staan, onder andere, de volgende zaken: 
- De taken die bij de functie horen
- Verantwoordelijkheden en bevoegdheden
- De plaats van de functie binnen de organisatie
- Het dienstverband (aantal uren, vast of tijdelijk contract)
- De arbeidsvoorwaarden
- De vereiste opleiding
- Minimale werkervaring
- De benodigde competenties (kennis, vaardigheden en persoonlijke kwaliteiten)
- Persoonskenmerken en gewenste motivatie
- Salarisschaal